# ویکتور توباکس
ویکتور توباکس (انگلیسی: Victor Tubbax؛ ۱۱ فوریه ۱۸۸۲ – ۲۴ اکتبر ۱۹۷۴) دوچرخه‌سوار اهل بلژیک بود.
وی در مسابقات کشوری و بین‌المللی در مجموع برندهٔ ۲ مدال نقره شده‌است.